# Lista (Madrid)
Lista  es el barrio más pequeño de los 6 en los que está dividido el Distrito de Salamanca, perteneciente a la capital de España, Madrid. Limita al sur con el barrio de Goya, uno de los más lujosos de la ciudad.

## Límites
El barrio de Lista está limitado por las calles de Príncipe de Vergara, Don Ramón de la Cruz y por la calle Francisco Silvela.

## Transportes

### Cercanías Madrid
Ninguna estación de Cercanías Madrid da servicio al barrio de Lista. Las más cercanas son Recoletos (C-2, C-7, C-8 y C-10), Nuevos Ministerios (C-2, C-3, C-4, C-7, C-8 y C-10), Méndez Álvaro (C-5 y C-10) y Sol (C-3 y C-4) con conexiones directas de metro con el barrio.

### Metro de Madrid
Lista es un barrio pequeño, pero cuenta con un número importante de estaciones de metro en relación con su tamaño. Las mismas son:
- Avenida de América (L4, L6, L7 y L9)
- Diego de León (L4, L5 y L6)
- Manuel Becerra (L2 y L6)
- Núñez de Balboa (L5 y L9)
- Lista (L4)

### Autobuses
Las siguientes líneas de autobuses pasan por el barrio de Lista:
| Línea | Terminales                                 |
| ----- | ------------------------------------------ |
| 1     | Cristo Rey – Prosperidad                   |
| 2     | Manuel Becerra – Reina Victoria            |
| 12    | Cristo Rey – Pº Marqués de Zafra           |
| 21    | Pº Pintor Rosales – Bº El Salvador         |
| 26    | Tirso de Molina – Diego de León            |
| 29    | Felipe II – Manoteras                      |
| 38    | Manuel Becerra – Las Rosas                 |
| 43    | Felipe II – Estrecho                       |
| 48    | Manuel Becerra – Bº Canillejas             |
| 52    | Sevilla – Santamarca                       |
| 53    | Sol/Sevilla – Arturo Soria                 |
| 56    | Diego de León – Puente de Vallecas         |
| 61    | Moncloa – Narváez                          |
| 71    | Manuel Becerra – Puerta de Arganda         |
| 72    | Diego de León – Hortaleza                  |
| 73    | Diego de León – Feria de Madrid            |
| 74    | Pº Pintor Rosales – Parque de las Avenidas |
| 106   | Manuel Becerra – Vicálvaro                 |
| 110   | Manuel Becerra – Cementerio de la Almudena |
| 114   | Avenida de América – Barrio del Aeropuerto |
| 115   | Avenida de América – Barajas               |
| 122   | Avenida de América – Feria de Madrid       |
| 143   | Manuel Becerra – Villa de Vallecas         |
| 146   | Callao – Los Molinos                       |
| 156   | Manuel Becerra – Legazpi                   |
| 200   | Avenida de América – Aeropuerto            |
| 210   | Diego de León – La Elipa                   |
| C1    | Circular 1                                 |
| C2    | Circular 2                                 |
| N2    | Cibeles – Valdebebas                       |
| N3    | Cibeles – Feria de Madrid                  |
| N4    | Cibeles – Barajas                          |
| N5    | Cibeles – Colonia Fin de Semana            |
| N7    | Cibeles – Valderrivas                      |
| NC1   | Circular 1                                 |
| NC2   | Circular 2                                 |